# 堀尾守
堀尾 守（ほりお まもる、1948年3月5日 - ）は、日本の経営者。大阪府大阪市出身。

## 経歴
1971年に京都大学法学部を卒業し、同年に三菱商事に入社。2005年6月に日本農業工業社長を就任し、2009年6月に伊藤ハムに転じて、副社長に就任し、2010年4月には社長に昇格。2016年4月には伊藤ハム米久ホールディングス会長に就任。